# Aluata negre
L'aluata negre (Alouatta caraya) és un aluata que viu des de Bolívia i el Mato Grosso (Brasil) fins al nord de l'Argentina. Generalment viu en grups de 3-19 individus (majoritàriament 7-9 individus). Sovint hi ha entre un i tres mascles al grup, juntament amb entre set i nou femelles. Durant l'aparellament, les parelles se separen del grup. La gestació dura una mitjana de 187 dies, al final dels quals neix una cria d'uns 125 grams. Les cries romanen uns dos anys amb la mare.